# Liste der Bundeswehrstandorte in Hessen
Die Liste der Bundeswehrstandorte in Hessen zeigt alle derzeit aktuellen Standorte, in denen Einheiten oder Posten der Bundeswehr im Bundesland Hessen stationiert sind. Verlegungen der Einheiten zu anderen Standorten, Umbenennung und Auflösungen sowie Schließungen von Liegenschaften bzw. Standorten, sind in Klammern beschrieben. Die Abkürzungen, welche in Klammern hinter der jeweiligen Dienststelle bzw. Teilen von einer solchen aufgeführt sind, kennzeichnen die Zugehörigkeit zur jeweiligen Teilstreitkraft bzw. zum jeweiligen Organisationsbereich und stehen für:
1. Teilstreitkräfte und Zentrale Organisationsbereiche:
Heer (H),
Luftwaffe (L),
Marine (M),
Streitkräftebasis (SKB),
Cyber- und Informationsraum (CIR),
Zentraler Sanitätsdienst (ZSan).
2. Organisationsbereich Ausrüstung, Informationstechnik und Nutzung (AIN).
3. Organisationsbereich Personal (P).
4. Organisationsbereich Infrastruktur, Umweltschutz und Dienstleistungen (IUD).
Die Liste enthält außerdem Standorte, die von der Bundeswehr wegen ihrer geringen Dienstpostenanzahl offiziell nicht mehr als „Bundeswehrstandort“ bezeichnet werden. Jedoch sind dort weiterhin Bundeswehrangehörige stationiert. Die Standorte verbleiben lediglich zu Informationszwecken in der Liste. Sie sind in der Auflistung mit dem Zusatz „weniger als 15 Dienstposten“ versehen.

## Standorte
- Calden (weniger als 15 Dienstposten)
  - Güteprüfstelle der Bundeswehr Kassel Dienstort Calden (AIN)

- Darmstadt (weniger als 15 Dienstposten)
  - Michaelisstraße 35
    - Zivilberufliche Aus- und Weiterbildung - Betreuungsstelle Darmstadt
    - Regionaler Planungs- und Unterstützungstrupp Darmstadt
    - Verband der Reservisten der Bundeswehr Darmstadt

  - Nieder-Ramstädter-Straße 18–20
    - Karriere- und Beratungsbüro Darmstadt (P)

- Frankenberg (Eder)
  - Burgwald-Kaserne
    - Bataillon Elektronische Kampfführung 932 (CIR)
    - Familienbetreuungszentrum Frankenberg/Hessen (TerrFüKdoBw)
    - Sanitätsversorgungszentrum Frankenberg (Eder) (ZSan)
    - Heeresinstandsetzungslogistik Stützpunkt Schwarzenborn Außenstelle Frankenberg (Eder)
    - Regionale Sicherungs- und Unterstützungskompanie Nordhessen (Ergänzungstruppenteil 2)
    - Unterstützungspersonal Regionale Sicherungs- und Unterstützungskräfte Nordhessen
    - Unterstützungspersonal Standortältester Frankenberg/Eder

- Frankfurt am Main
  - Kaserne Frankfurt-Hausen
    - Freiwillige Reservistenarbeit Frankfurt (Main) (Nord)
    - Freiwillige Reservistenarbeit Frankfurt (Main) (Süd)
    - Jugendoffizier Frankfurt am Main (SKB)
    - Karriere- und Beratungsbüro Frankfurt am Main (P)
    - Stabszug Abgesetzter Bereich Frankfurt-Hausen

- Friedrichsdorf
  - Munitionslager Köppern (SKB)
  - Bundeswehrfeuerwehr Köppern (IUD)
  - weitere Dienststellen

- Fritzlar
  - Georg-Friedrich-Kaserne (Heeresflugplatz Fritzlar)
    - Kampfhubschrauberregiment 36 (H)
    - 9./Feldjägerregiment 2 (SKB)
    - Sanitätsversorgungszentrum Fritzlar (ZSan)
    - Bundeswehrfeuerwehr Flugplatz (IUD)
    - weitere Dienststellen

- Homberg (Efze)
  - Wassmuthshäuser Straße 43
    - Bundeswehr-Dienstleistungszentrum Homberg (IUD)
    - BWI Informationstechnik GmbH Homberg (Efze)
    - Lion Hellmann Bundeswehr Bekleidungsgesellschaft mbH Servicestation Homberg (Efze)

- Kassel
  - Liegenschaft Johanna-Vogt-Straße 6
    - Heeresmusikkorps Kassel (SKB)

  - Liegenschaft Elisabeth-Consbruch-Straße 2
    - Bundeswehrfachschule Kassel (P)

  - Liegenschaft Johanna-Vogt-Str. 6
    - BwFachS-/ZAW BetrSt KASSEL

  - Liegenschaft Falderbaumstraße 16b
    - Karrierecenter der Bundeswehr (P)

  - Liegenschaft Druseltalstr. 5–9
    - Karrierecenter der Bundeswehr Mainz - Beratungsbüro Kassel (P)

- Langen (Landkreis Offenbach)
  - Teile Amt für Flugsicherung der Bundeswehr (L)
  - Flugsicherungssektor Langen (L)
  - weitere Dienststellen

- Oberursel (Taunus) (weniger als 15 Dienstposten)
  - Güteprüfstelle Bundeswehr Mainz (AIN)

- Offenbach am Main
  - Teile Zentrum für Geoinformationswesen der Bundeswehr (CIR)

- Pfungstadt
  - Major-Karl-Plagge-Kaserne (bis 2006: Frankenstein-Kaserne)
    - Bundeswehrdepot Süd (SKB)
    - Materiallager Pfungstadt (SKB)
    - Versorgungs- und Instandsetzungszentrum Sanitätsmaterial Pfungstadt
    - Versorgungs- und Instandsetzungszentrum Sanitätsmaterial Pfungstadt Teileinheiten Bundeswehrapotheke Pfungstadt
    - Sanitätsstaffel Sanitätsmaterialversorgung Einsatz Pfungstadt (ZSan)
    - Bundeswehrfeuerwehr Darmstadt (IUD)
    - Feldpostleitstelle Pfungstadt
    - Jugendoffizier
    - Verband der Reservisten der Bundeswehr Pfungstadt

- Schwarzenborn
  - Knüll-Kaserne
    - Jägerbataillon 1 (H)
    - Fernspähkompanie 1 (H)
    - Ausbildungsunterstützungskompanie 1 (H)
    - Jägerbataillon 921 (na) (H)
    - Sanitätsversorgungszentrum Schwarzenborn (ZSan)
    - Bundeswehrfeuerwehr Schwarzenborn (IUD)
    - BWI Informationstechnik GmbH Schwarzenborn
    - Freiwillige Reservistenarbeit Schwarzenborn
    - Heeresinstandsetzungslogistik Stützpunkt Schwarzenborn
    - Lion Hellmann Bundeswehr Bekleidungsgesellschaft mbH Servicestation Schwarzenborn
    - Unterstützungspersonal Standortältester Schwarzenborn

- Stadtallendorf
  - Herrenwald-Kaserne
    - Stab Division Schnelle Kräfte (H)
    - Stabs-/Fernmeldekompanie Division Schnelle Kräfte (H)
    - 4./Versorgungsbataillon 7 (H)
    - Sanitätsversorgungszentrum Stadtallendorf (ZSan)

  - Hessen-Kaserne
    - Materialprüftrupp Stadtallendorf (SKB)

- Wiesbaden
  - Liegenschaft Moltkering 9
    - Landeskommando Hessen (SKB)
    - Familienbetreuungszentrum Wiesbaden (TerrFüKdoBw)
    - Karrierecenter der Bundeswehr Mainz (P)
    - Kompetenzzentrum Baumanagement (IUD)
    - Bundesverwaltungsamt - Dienstleistungszentrum - Beihilfestelle Düsseldorf Außenstelle Wiesbaden
    - Bundeswehrsozialwerk Wiesbaden
    - BWI Systeme GmbH Wiesbaden
    - Jugendoffizier Wiesbaden
    - Regionale Sicherungs- und Unterstützungskompanie Südhessen (Ergänzungstruppenteil 2)

  - US Army Airfield Erbenheim
    - Deutscher Anteil United States Army in Europe

- Wetzlar (weniger als 15 Dienstposten)
  - Charlotte-Bamberg-Straße 2
    - Karriere- und Beratungsbüro Wetzlar (P)
    - Jugendoffizier Wetzlar (SKB)